# Élections législatives de 1973 dans l'Ain
Les élections législatives françaises de 1973 se déroulent les 4 et 11 mars 1973. Dans le département de l'Ain, trois députés sont à élire dans le cadre de trois circonscriptions.

## Élus
| Circonscription | Député sortant                               | Parti | Parti | Député élu ou réélu   | Parti | Parti |
| --------------- | -------------------------------------------- | ----- | ----- | --------------------- | ----- | ----- |
| 1re             | Paul Barberot                                |       | CDP   | Paul Barberot         |       | CDP   |
| 2e              | Michel Carrier suppléant de Marcel Anthonioz |       | RI    | Marcel Anthonioz      |       | RI    |
| 3e              | Guy de La Verpillière                        |       | RI    | Guy de La Verpillière |       | RI    |

## Résultats

### Résultats à l'échelle du département
| Parti                                   | Parti                                   | Parti                     | Premier tour | Premier tour | Second tour | Second tour | Sièges |
| Parti                                   | Parti                                   | Parti                     | Voix         | %            | Voix        | %           | Sièges |
| --------------------------------------- | --------------------------------------- | ------------------------- | ------------ | ------------ | ----------- | ----------- | ------ |
|                                         |                                         | Républicains indépendants | 45 559       | 28,73        | 58 981      | 37,36       | 2      |
|                                         | Centre démocratie et progrès            | 18 657                    | 11,77        | 30 065       | 19,04       | 1           |        |
|                                         | Union des démocrates pour la République | 8 493                     | 5,36         | Retrait      | Retrait     | 0           |        |
| Total Union des républicains de progrès | Total Union des républicains de progrès | 72 709                    | 45,85        | 89 046       | 56,40       | 3           |        |
|                                         |                                         | Parti communiste français | 26 223       | 16,54        | 22 035      | 13,96       | 0      |
|                                         | Parti socialiste                        | 18 040                    | 11,38        | 22 711       | 14,39       | 0           |        |
|                                         | Mouvement des radicaux de gauche        | 10 634                    | 6,71         | 24 083       | 15,25       | 0           |        |
|                                         | Parti socialiste unifié                 | 5 538                     | 3,49         |              |             | 0           |        |
| Total Union de la gauche                | Total Union de la gauche                | 60 435                    | 38,11        | 68 829       | 43,60       | 0           |        |
|                                         |                                         | Parti radical             | 13 360       | 8,42         | Retrait     | Retrait     | 0      |
|                                         | Parti social-démocrate                  | 5 045                     | 3,18         |              |             | 0           |        |
| Total Mouvement réformateur             | Total Mouvement réformateur             | 18 405                    | 11,61        | 0            |             |             |        |
|                                         | Divers droite                           | Divers droite             | 6 335        | 3,99         | 0           |             |        |
|                                         | Gaullistes d'opposition                 | Gaullistes d'opposition   | 692          | 0,44         | 0           |             |        |
|                                         |                                         |                           |              |              |             |             |        |
| Inscrits                                | Inscrits                                | Inscrits                  | 211 857      | 100,00       | 211 806     | 100,00      | 3      |
| Abstentions                             | Abstentions                             | Abstentions               | 50 273       | 23,73        | 48 560      | 22,93       |        |
| Votants                                 | Votants                                 | Votants                   | 161 584      | 76,27        | 163 246     | 77,07       |        |
| Blancs et nuls                          | Blancs et nuls                          | Blancs et nuls            | 3 008        | 1,86         | 5 371       | 3,29        |        |
| Exprimés                                | Exprimés                                | Exprimés                  | 158 576      | 98,14        | 157 875     | 96,71       |        |
| Source : Data.gouv.fr                   |                                         |                           |              |              |             |             |        |

### Résultats par circonscription

#### Première circonscription (Bourg-en-Bresse)
| Candidat       | Candidat                    | Parti          | Premier tour | Premier tour | Second tour | Second tour |  |
| Candidat       | Candidat                    | Parti          | Voix         | %            | Voix        | %           |  |
| -------------- | --------------------------- | -------------- | ------------ | ------------ | ----------- | ----------- |  |
|                | Paul Barberot sortant réélu | CDP (URP)      | 16 860       | 31,99        | 30 065      | 56,97       |  |
|                | Paul Morin                  | Rad (MR)       | 8 532        | 16,19        | Retrait     | Retrait     |  |
|                | Jacques Boyon               | UDR (URP)      | 8 493        | 16,11        | Retrait     | Retrait     |  |
|                | Roland Monnet               | PS (UGSD)      | 8 071        | 15,31        | 22 711      | 43,03       |  |
|                | Marcel Benoit               | PCF            | 7 901        | 14,99        | Retrait     | Retrait     |  |
|                | Bernard Jaquinod            | PSU            | 1 939        | 3,68         |             |             |  |
|                | Michel Chomarat             | Divers droite  | 914          | 1,73         |             |             |  |
|                |                             |                |              |              |             |             |  |
| Inscrits       | Inscrits                    | Inscrits       | 73 349       | 100,00       | 73 327      | 100,00      |  |
| Abstentions    | Abstentions                 | Abstentions    | 19 679       | 26,83        | 18 913      | 25,79       |  |
| Votants        | Votants                     | Votants        | 53 670       | 73,17        | 54 414      | 74,21       |  |
| Blancs et nuls | Blancs et nuls              | Blancs et nuls | 960          | 1,79         | 1 638       | 3,01        |  |
| Exprimés       | Exprimés                    | Exprimés       | 52 710       | 98,21        | 52 776      | 96,99       |  |

#### Deuxième circonscription  (Gex - Nantua)
| Candidat          | Candidat                       | Parti          | Premier tour | Premier tour | Second tour | Second tour |  |
| Candidat          | Candidat                       | Parti          | Voix         | %            | Voix        | %           |  |
| ----------------- | ------------------------------ | -------------- | ------------ | ------------ | ----------- | ----------- |  |
|                   | Marcel Anthonioz sortant réélu | RI (URP)       | 27 768       | 48,54        | 33 109      | 60,04       |  |
|                   | Guy Chavanne                   | PCF            | 11 229       | 19,63        | 22 035      | 39,96       |  |
|                   | Robert Mériaudeau              | PS (UGSD)      | 9 969        | 17,43        | Retrait     | Retrait     |  |
|                   | André Autin                    | Rad (MR)       | 4 828        | 8,44         |             |             |  |
|                   | Paul Lupkins                   | PSU            | 1 756        | 3,07         |             |             |  |
|                   | Maurice Bardet                 | Divers droite  | 967          | 1,69         |             |             |  |
|                   | Roland Bénier                  | GO (FP)        | 692          | 1,21         |             |             |  |
|                   |                                |                |              |              |             |             |  |
| Inscrits          | Inscrits                       | Inscrits       | 74 850       | 100,00       | 74 842      | 100,00      |  |
| Abstentions       | Abstentions                    | Abstentions    | 16 633       | 22,22        | 17 269      | 23,07       |  |
| Votants           | Votants                        | Votants        | 58 217       | 77,78        | 57 573      | 76,93       |  |
| Blancs et nuls    | Blancs et nuls                 | Blancs et nuls | 1 008        | 1,73         | 2 429       | 4,22        |  |
| Exprimés          | Exprimés                       | Exprimés       | 57 209       | 98,27        | 55 144      | 95,78       |  |
| Source : Le Monde |                                |                |              |              |             |             |  |

#### Troisième circonscription (Ambérieu-en-Bugey)
| Candidat       | Candidat                            | Parti          | Premier tour | Premier tour | Second tour | Second tour |  |
| Candidat       | Candidat                            | Parti          | Voix         | %            | Voix        | %           |  |
| -------------- | ----------------------------------- | -------------- | ------------ | ------------ | ----------- | ----------- |  |
|                | Guy de La Verpillière sortant réélu | RI (URP)       | 17 791       | 36,56        | 25 872      | 51,79       |  |
|                | Louis Lamarche                      | MRG (UGSD)     | 10 634       | 21,86        | 24 083      | 48,21       |  |
|                | Camille Piane                       | PCF            | 7 093        | 14,58        | Retrait     | Retrait     |  |
|                | Serge Robin                         | PSD (MR)       | 5 045        | 10,37        |             |             |  |
|                | Jean-Jacques Comtet                 | Divers droite  | 4 454        | 9,15         |             |             |  |
|                | Charles Romieux                     | PSU            | 1 843        | 3,79         |             |             |  |
|                | René Collet                         | CDP            | 1 797        | 3,69         |             |             |  |
|                |                                     |                |              |              |             |             |  |
| Inscrits       | Inscrits                            | Inscrits       | 63 658       | 100,00       | 63 637      | 100,00      |  |
| Abstentions    | Abstentions                         | Abstentions    | 13 961       | 21,93        | 12 378      | 19,45       |  |
| Votants        | Votants                             | Votants        | 49 697       | 78,07        | 51 259      | 80,55       |  |
| Blancs et nuls | Blancs et nuls                      | Blancs et nuls | 1 040        | 2,09         | 1 304       | 2,54        |  |
| Exprimés       | Exprimés                            | Exprimés       | 48 657       | 97,91        | 49 955      | 97,46       |  |